# Episinus bilineatus
Episinus bilineatus là một loài nhện trong họ Theridiidae.
Loài này thuộc chi Episinus. Episinus bilineatus được Eugène Simon miêu tả năm 1894.